# Pavillons français
Les Pavillons français est le nom donné à un immeuble à appartements situé rue du Noyer 282 à Schaerbeek. 
C'est l'un des premiers immeubles gratte-ciel de Bruxelles avec quinze étage du style Art déco construit entre 1931 et 1934 à une époque où une partie de la bourgeoisie quitte les maisons individuelles, demandant une nombreuse domesticité, pour s'installer dans des appartements de haut luxe, équipés d'eau chaude, de chauffage, de cuisines fonctionnelles et de services collectifs, tels que restaurant, service postal et de collecte de déchets. Le rez-de-chaussée de l'immeuble comprenait une salle d'accueil permettant de recevoir des visiteurs en dehors du cadre privé de l'appartement.
La construction des Pavillons français a été financée par l'homme d'affaires wallon Lucien Kaisin (fondateur du Crédit général hypothécaire) et son fils Gérard Kaisin et réalisée sur base des plans de l'architecte Marcel Peeters. 
L'immeuble a été construit dans le même esprit que le Résidence Palace, un complexe d'appartements luxueux et moderne pour un millier d'habitants qui fut également une initiative de Lucien Kaisin.
Après plusieurs avant-projets à partir de 1929, une autorisation de principe a été délivrée en 1930, pour une construction prévue en deux temps.  En 1930, seuls dix étages étaient prévus pour l'ensemble, au-dessus du rez-de-chaussée et d'un entresol. Un onzième étage est dessiné l'année suivante. l'immeuble est terminé en décembre 1934.
L'ensemble du bâtiment Les Pavillons français a été classé comme monument en date du 19 avril 2007.